# 绝对赋值
绝对赋值是Hensel引进p进数后发展出的一个概念，常用于单变量代数函数论或者类域论方面的研究。
确切的说，绝对赋值是一个函数，是整环或域的元素的“大小”的度量。更确切地说，对整环D，一个绝对赋值| x |是从D到实数R，且满足下列条件的任何映射：
1. |x| ≥ 0,
2. |x| = 0 当且仅当 x = 0,
3. |xy| = |x||y|,
4. |x + y| ≤ |x| + |y|.

从第二条和第三条可以看出，| 1 |=1, | -1| = 1。此外，对于任意正整数 n，
| 1+1+...(n次) | = | −1−1...(n次) | ≤ n.
注意有些英文书绝对赋值叫赋值（valuations）、范数（norm）、量值（magnitude）。

## 绝对赋值的类型
如果|x+ y|满足更强的属性 |x+ y|≤MAX（|x|，|y|），那麽|x|被称为超度量或非阿基米德绝对赋值，否则就叫阿基米德绝对赋值。每一个整环有至少有一个绝对赋值，称为平凡赋值。这种绝对赋值是：当x= 0时|x|= 0，x≠ 0时|x|= 1，有限域只能有平凡赋值。| x |1 < 1 当且仅当  | x |2 < 1.，那么这两个绝对赋值相等.如果两个非平凡绝对赋值是相等的，那么一些指数e，有 | x |1e = | x |2。（请注意，不能提高绝对赋值的次幂来获得另一个不同的绝对赋值，例如对实数，一个绝对赋值平方后产生另一个不同值，这种情况就不是一个绝对赋值函数。）绝对赋值可导致到等价类来理解，换言之绝对赋值的等价类，被称为一个素点。奥斯特洛夫斯基定理指出，有理数Q中，p-adic数是非平凡绝对赋值，每一个素数p的绝对赋值是有理数Q的素点：
q = pn(a/b), 其中a，b是不被p整除的整数。
{\displaystyle \left|p^{n}{\frac {a}{b}}\right|_{p}=p^{-n}.}
素点的定义就来自上面普通绝对赋值和p的绝对赋值。

## 几何概念联系
设{\displaystyle \scriptstyle {\mathfrak {R}}=\mathbb {C} [x,y]} 是在复域的两个变量的多项式环，{\displaystyle \scriptstyle \mathbb {K} =\mathbb {C} (x,y)} 为有理函数，并考虑收敛：
{\displaystyle f(x,y)=y-\sum _{n=3}^{\infty }{\frac {x^{n}}{n!}}\in \mathbb {C} \{x,y\}}
{\displaystyle t} 参数化后解析零点集为{\displaystyle \scriptstyle V_{f}\,}，则作为多项式环的形式幂级数环：
{\displaystyle V_{f}=\{(x,y)\in \mathbb {C} ^{2}\,|\,f(x,y)=0\}=\left\{(x,y)\in \mathbb {C} ^{2}\,|\,(x,y)=\left(t,\sum _{n=3}^{\infty }t^{n}\right)\right\}}。
映射{\displaystyle \scriptstyle v:\mathbb {C} [x,y]\rightarrow \mathbb {Z} } ，则可能得在{\displaystyle \scriptstyle \mathbb {C} [x,y]}中的多项式 {\displaystyle P}的限制：
{\displaystyle v(P)=\mathrm {ord} _{t}\left(P|_{V_{f}}\right)={\mathrm {ord} }_{t}\left(P\left(t,\sum _{n=3}^{+\infty }t^{n}\right)\right)\quad \forall P\in \mathbb {C} [x,y]}
逆映射也可能得到延拓（扩张）：
{\displaystyle v(P/Q)={\begin{cases}v(P)-v(Q)&\forall P/Q\in {\mathbb {C} (x,y)}^{*}\\\infty &P\equiv 0\in \mathbb {C} (x,y)\end{cases}}}
若形式幂级数环不是多项式环产生的，则容易证明上面逆映射延拓是赋值，在几何上叫曲线（一维解析代数簇）的交点。
如：
{\displaystyle {\begin{array}{l}v(x)=\mathrm {ord} _{t}(t)=1\\v(x^{6}-y^{2})=\mathrm {ord} _{t}(t^{6}-t^{6}-2t^{7}-3t^{8}-\cdots )=\mathrm {ord} _{t}(-2t^{7}-3t^{8}-\cdots )=7\\v\left({\frac {x^{6}-y^{2}}{x}}\right)=\mathrm {ord} _{t}(-2t^{7}-3t^{8}-\cdots )-\mathrm {ord} _{t}(t)=7-1=6\end{array}}}